# 爆笑!!人生回道 NOVAうさぎが見てるぞ!!
「爆笑!!人生回道 NOVAうさぎが見てるぞ!!」は、2004年3月18日にPlayStation 2用ソフトで発売されたボードゲームである。販売元はタイトー。2005年3月3日には廉価版が発売された。

## ゲームのルール
1～4人までプレイすることが可能。3人以上で遊ぶ場合には、PlayStation 2の周辺機器マルチタップが必要となる。   
一番のお金持ちが優勝となる。

## 特徴
後発が有利に設定されており、同じマスに止まった場合、不幸なイベントだったら先発が不幸を受け、相手が退くまで駒を進められない、「ふみつけ」ルールが適用されている。
受験イベントでは、数十問の試験問題、就職活動のマスでは、採用担当との面接、職業によっては入社試験を受ける。試験は大学受験は一般的な試験問題、入社試験ではその職業の専門知識を要する（例えば、パイロットでは飛行機知識や飛行原理に関する計算問題が出題される）問題が出題され、正誤は発表されないため、専門知識が無いとその職業になるのが非常に難しいものとなっている。
全員ゴールした後、天国行きか地獄行きかが選ばれ、二周目からは人間か、輪廻転生した姿（缶、鳥、NOVAうさぎ等）でゲームをスタートする。小学校、中学校、高校生から始める事ができ、プレイ時間が幼児から始めると4時間以上になるためセーブ機能がある。時間調節機能で夜10時（22時）からプレイするとHなイベントが起こるようになる。

## CPUキャラクター
ひがしまき たろう
底知れぬ体力をほこり、お金大好き。女性なら誰でもＯＫ。博愛主義の人。
よしかわ せいこ
頭が良く、運動は少し苦手。知力系のミニゲームが得意。
ひとみ つよし
人を踏みつけ、パラメータUPを狙う。対戦も好むが、強さは普通。
とどろき めぐみ
人を踏みつけ一気に逆転を狙う。強さは普通。
かいどう よしこ
勉強もスポーツもそれほど得意ではない。ミニゲームは知力系が苦手。
えがわ てつや
恋もスポーツもそこそこ。明るい性格。ミニゲームはかなり強い。

## 恋人
一部に活躍している有名人をモチーフにしたものがいる。同性同士で結婚もできる。自由にキャラクターを作ることもできる。
女性
たにがわ きょうか
生まれつきのお嬢様。理想はかなり高い。
あんどう ひろみ
明るい性格で見た目は派手。料理が趣味。
Jane show
見た目と違って意外におとなしいアメリカ人。でも楽しいことは大好き。
いずみ リンコ
お金大好き。ショッピング大好き。結婚願望が高くて、若い人が大好き。とってもいい人。
かいばら あゆ
カラオケ大好きな今時の女の子。でも、純情。
はなの すみれ
中世的な容姿で、頭脳明晰。顔に似合わず明るい。どこを取っても、謎!謎!謎!
まちだ かおる
ちょっと暗くて控え目な女の子。読書好きで、体を動かすのはちょっと苦手。
みつやす はるこ
性格は暗いが、かなりの努力家。乙女チックな部分があり、結婚に憧れている。
こうじ かの
ショッピングが好きな明るい女の子。結婚願望は高い。
こんどう くみこ
ショッピングが好きな明るい女の子。好き嫌いがはっきりした性格で、実はかなりの食通。
ざいつ なおこ
頭がよく明るい人。落ち着いた大人の女性。
男性
すずき さだお
自分をダンディーと思っているが、世間からは認められていない。年なので運動はきつい。
David bakay
イギリス人で日本好き、祭り好き。誰にでもやさしいけど、理想は高い。
はら あつし
音楽が好きで歌うのが好きな自称ミュージシャン。派手が好み。
くさかべ つよし
ちょっと暗いが、真面目な性格。
いたぐち れいじ
社交的でさわやかなスポーツマン。ビンテージのGパンをさりげなく着こなすナイスボーイ。
かむい まなぶ
独特のセンスを持つナルシストな彼。とても純情なハートの持ち主。
とうかいりん ひかる
明るい性格で超ゲーム好き。ゲームは面白いのが一番。ちなみに結婚に憧れている。
るかわ りょう
マンガや映画が大好きな少し電波系。
くぼづか こうすけ
ワルぶっているが、実は純情。

## 職業
この中には、専門学校に進学しないと就職できない職業がある。
- 医師
- コック
- 教師
- 一流会社員
- プログラマー
- 電車の運転士
- 漁師
- アイドル
- プロレスラー
- 警察官
- ギャンブラー
- 野球選手（男性のみ）
- 実業家
- 看護士
- 美容師
- パイロット
- 三流会社員
- アナウンサー
- 農家
- 大工
- お笑い芸人
- 漫画家
- 政治家
- 客室乗務員（女性のみ）
- サッカー選手（男性のみ）
- 宗教家（イベントマスでの転職のみ）
- どろぼう（イベントマスでの転職のみ）
- フリーター

## ミニゲーム
- ダサイデス（ダライアス）
- エレベーターハクション（エレベーターアクション）
- 芋掘りほり

他

## パラメーター
- 知力
- 体力
- つき
- 魅力
- ガッツ
- モラル

## カード
1-6進むカード
サイコロの出目に関係なく、カードに書かれた数だけ進むことができる。
出したい目カード
サイコロの出目に関係なく、移動したい数1-6を選んで進むことができる。
9696（クログロ）カード
変な髪型になってしまった時に元の髪型に戻すことができる。
バースディカード
お金スロットを止めて出た金額を、プレゼントとして全プレイヤーからもらうことができる。
小切手カード
借金を帳消しにしてくれる。
運命の糸カード
現在の状態から最も相性の良い恋人との相性度を上げることができる。恋人と知り合っていなくても、相性の良い恋人を見つけてくれる。
挑戦状カード
指定したプレイヤーとミニゲームで勝負。勝者はパラメーターがアップする。
クレクレカード
指定したプレイヤーからカードを一枚奪い取ることができる。
ひっくり蛙カード
他のプレイヤーに踏みつけられても一回だけ踏み返すことができる。
自爆霊カード
指定したプレイヤーに霊をとりつかせる。霊のついたプレイヤーは、サイコロの出目が1~3になる。
ヘルカード
使用すると、1回だけ「おしつけ｣を回避することができる。
金ヘルカード
3回だけ「おしつけ」を回避することができる。
仕事交換カード
指定したプレイヤーの職業と自分の職業を交換することができる。
ラブレターカード
好きな人を選択して告白すれば、相性度を上げることができる。
まきあげカード
突然竜巻がやってきて、指定したプレイヤーの金を吹き飛ばす。
他、エンマカード、ブラックホールカード、食べすぎカード、大恐慌カード、不幸カード、幸福カード等の発動系カードがある。
二周目以降に生まれ変わっている場合には、カードを使用することができない。

## 登場キャラクター
神様
人生回道のナビゲーター
エンマ
ゲーム中において突然登場してくる地獄の番人。出現に法則性がある。
NOVAうさぎ
NOVAの｢こだわり｣から生まれたいきもの。ゲームの所々で出現する。